# Astragalus preussii
Astragalus preussii är en ärtväxtart som beskrevs av Asa Gray. Astragalus preussii ingår i släktet vedlar, och familjen ärtväxter.

## Underarter
Arten delas in i följande underarter:
- A. p. cutleri
- A. p. laxiflorus
- A. p. preussii

## Bildgalleri

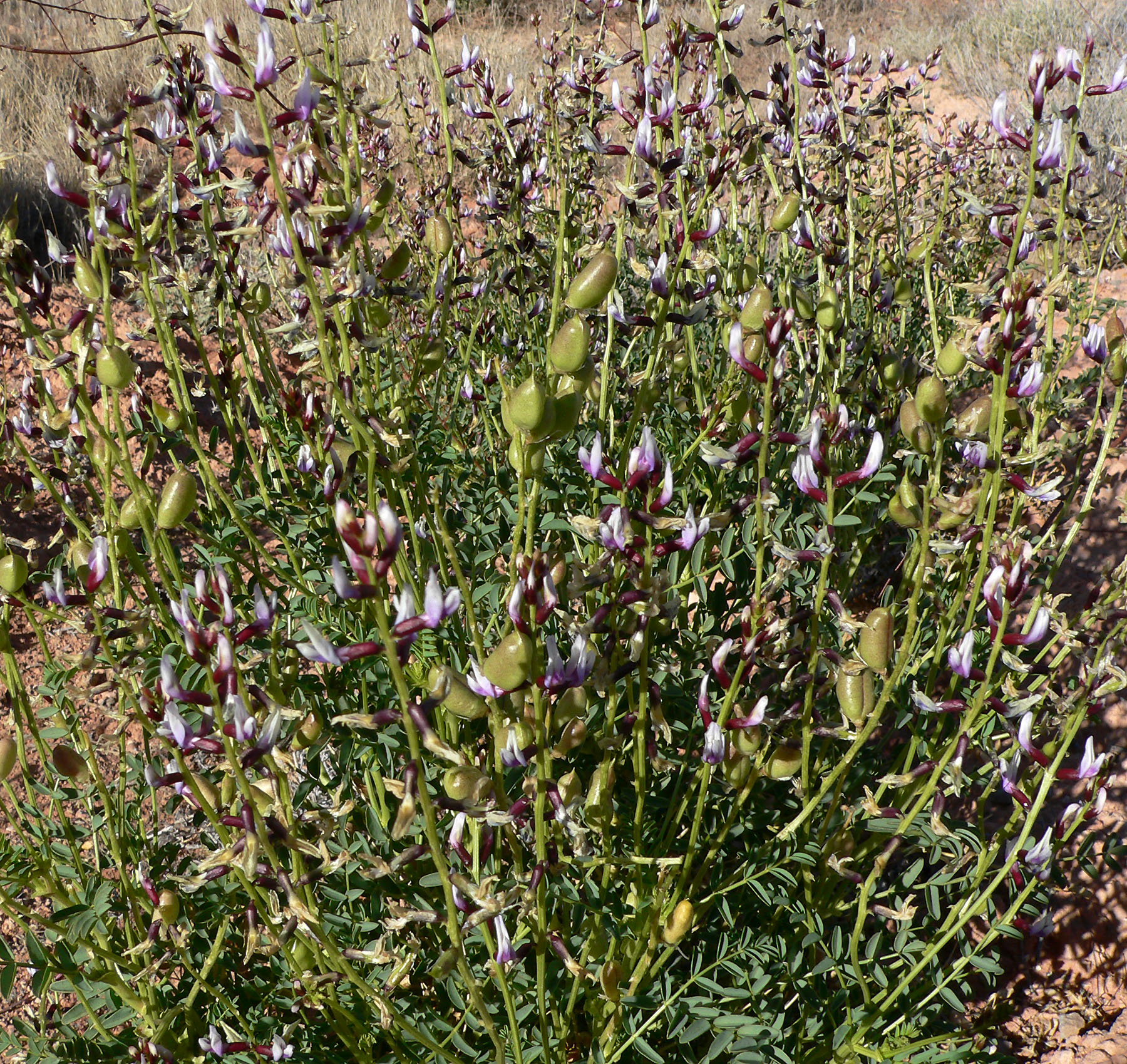
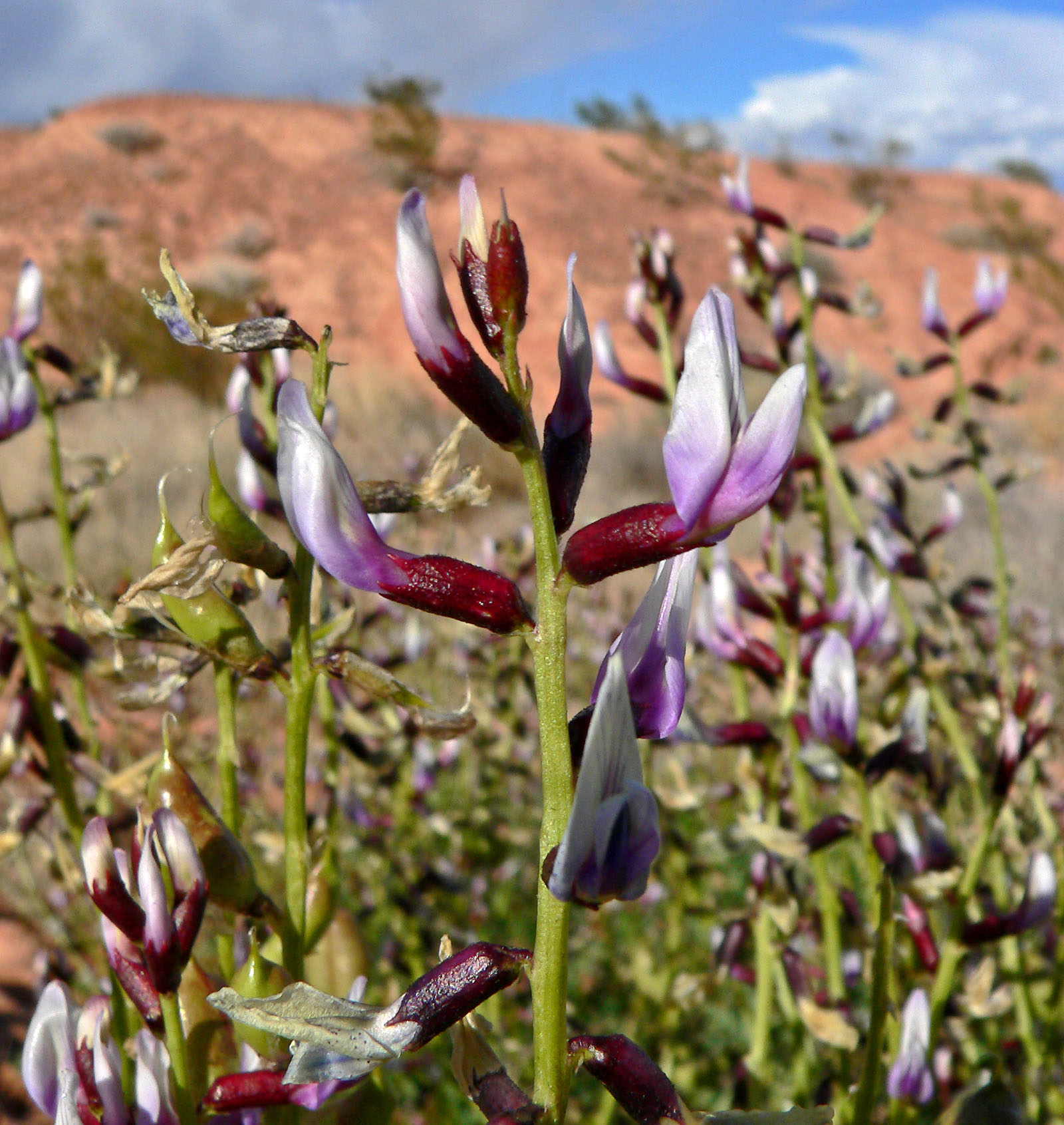
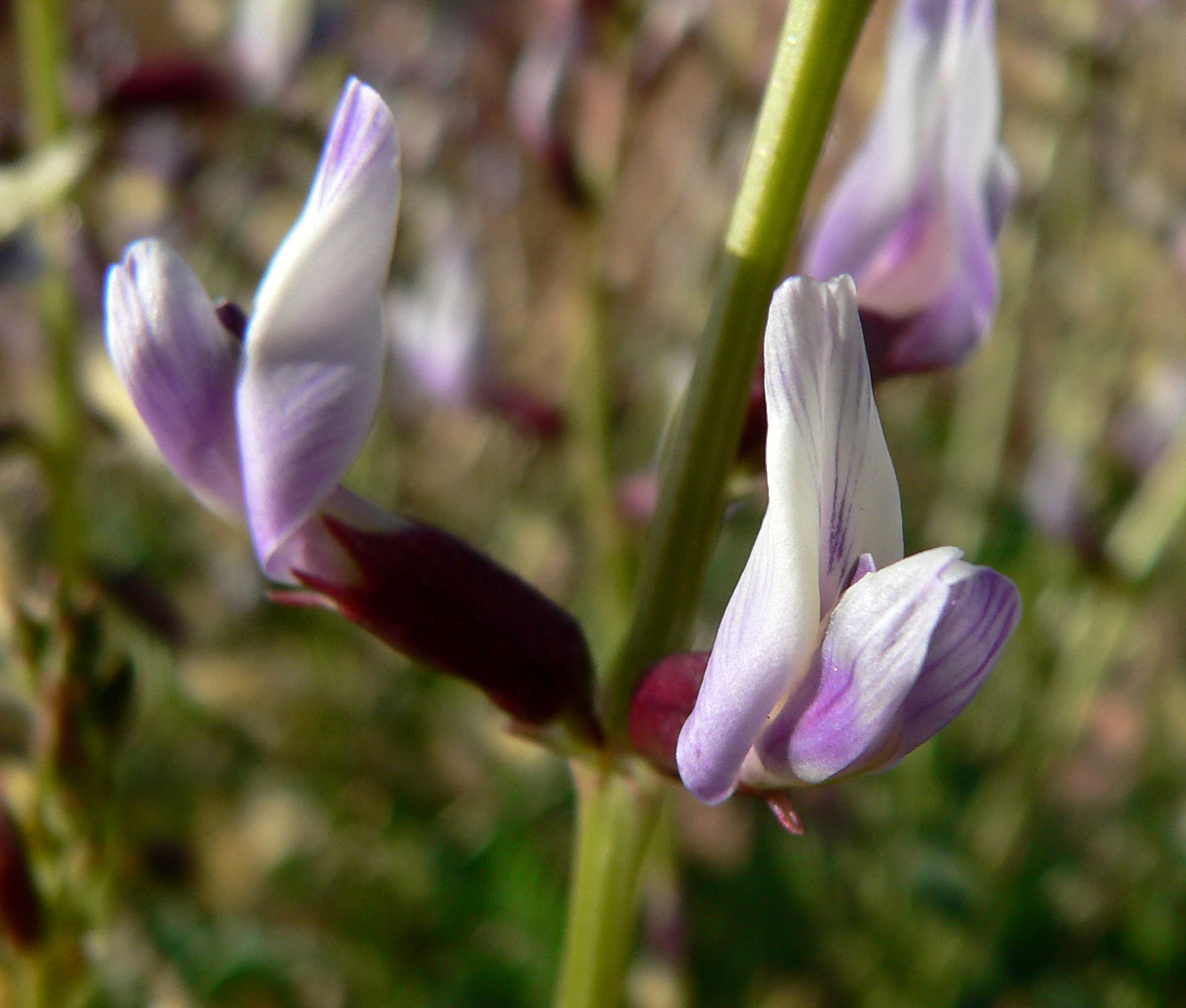
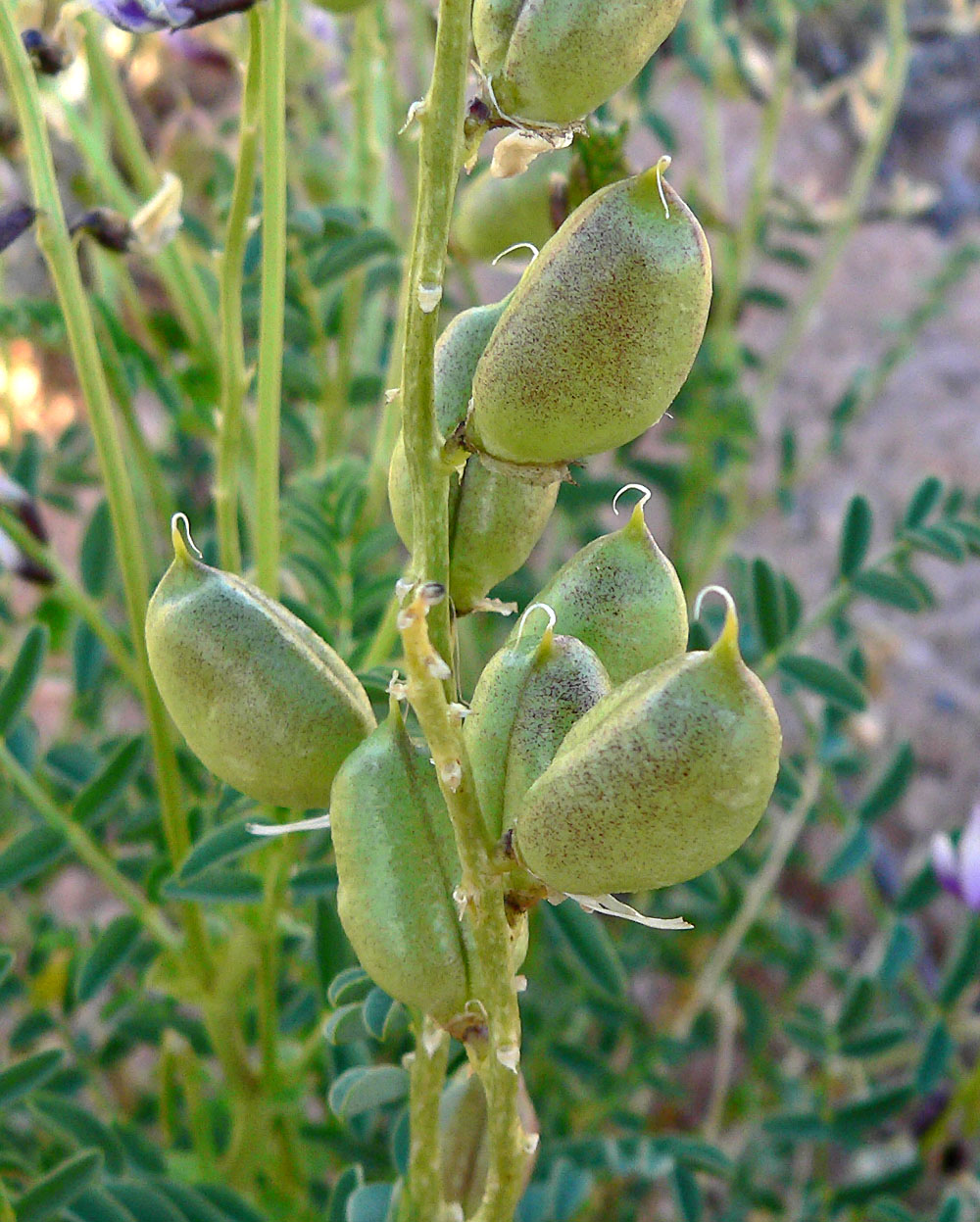